# Hysteria (Muse)
Hysteria is de derde single van het album Absolution van de Britse rockgroep Muse. Het nummer werd uitgebracht op 1 december 2003. Het nummer staat bekend om de bassline, die op 28 oktober 2011 werd uitgeroepen als beste bassline in een peiling van de sociale muzieksite MusicRadar.

## Tracklist
Alle teksten zijn geschreven door Matthew Bellamy. 
| 1.                | Hysteria         | Rich Costey, Muse                  | 3:47 |
| 2.                | Eternally Missed | John Cornfield, Paul Reeve en Muse | 6:05 |
| Totale duur: 9:52 |                  |                                    |      |

| Nr. | Titel                  | Producent(en)                      | Duur |
| --- | ---------------------- | ---------------------------------- | ---- |
| 1.  | Hysteria (radioversie) | Rich Costey, Muse                  |      |
| 2.  | Eternally Missed       | John Cornfield, Paul Reeve en Muse |      |
| 3.  | Hysteria (live)        | Costey, Muse                       |      |

| Nr. | Titel                     | Duur |
| --- | ------------------------- | ---- |
| 1.  | Hysteria (director's cut) |      |
| 2.  | Hysteria                  |      |
| 3.  | Hysteria (live op MTV2)   |      |
| 4.  | Artwork-galerij           |      |